# Eyalet dell'Arcipelago
L'eyalet dell'Arcipelago (in turco ottomano: يالت جزائر بحر سفيد, in turco: Cezayir-i Bahr-i Sefid Eyaleti, "eyalet delle Isole del Mar Bianco") fu un eyalet dell'Impero ottomano.

## Storia
La provincia venne costituita nel 1535 come baliaggio. La sua capitale era Gallipoli, la principale base navale della flotta ottomana. Dal momento che la provincia era retta da Kapudan Pasha, capo della Marina ottomana, essa divenne nota anche col nome di Provincia di Kapudan Pasha' (in ottomano: Kapudanlık-ı Derya, "Capitaneria del Mare"; in turco Kaptanpaşa Eyaleti). Originariamente essa comprendeva la penisola di Gallipoli e le isole principali dell'arcipelago egeo. Rodi, Creta e Cipro vennero annesse poi dagli ottomani.
Dopo il 1864 esso venne riformato nel più piccolo vilayet dell'Arcipelago.

## Geografia antropica

### Suddivisioni amministrative
| I sangiaccati dell'eyalet nel XVIII secolo erano: 1. Sangiaccato di Gallipoli (Gallipoli) 2. Sangiaccato di Negroponte (Negroponte) 3. Sangiaccato di Karli Ili (Acarnania) 4. Sangiaccato di İnebahtı (Lepanto) 5. Sangiaccato di Rodi (Rodi) 6. Sangiaccato di Midilli (Metelino) 7. Sangiaccato di Biga (Biga) 8. Sangiaccato di Kocaeli 9. İzmit 10. Smirne | Tra il 1688 ed il 1702: 1. Sangiaccato di Gelibolu (Gallipoli) 2. Sangiaccato di Rodi (Rodi) 3. Sangiaccato di Değirmenilk ve Mesentûri (Milo) 4. Sangiaccato di Andıra (Andro) 5. Sangiaccato di Senturin (Santorino) 6. Sangiaccato di Nasso (Nasso) 7. Sangiaccato di Limni (Lemno) 8. Sangiaccato di Kavala (Kavala) 9. Sangiaccato di Midillü (Lesbo) con Eskerüs (Sciro) 10. Sangiaccato di Sakız (Chio) 11. Sangiaccato di Mezistre (Mistra) 12. Sangiaccato di İnebahtı (Lepanto) 13. Sangiaccato di İskenderiyye (Alessandria d'Egitto) 14. Sangiaccato di Dimyad (Damietta) con Reşîd (Rosetta) | Tra il 1717 ed il 1730: 1. Sangiaccato di Gallipoli (Gallipoli) 2. Sangiaccato di Kavala (Kavala) 3. Sangiaccato di Negroponte (Negroponte) 4. Sangiaccato di İnebahtı (Lepanto) 5. Sangiaccato di Sığla o Suğla (Ayasuluğ, assente) 6. Sangiaccato di Kocaeli (İzmit) 7. Sangiaccato di Karli Ili (Acarnania) | Tra il 1731 ed il 1740: 1. Sangiaccato di Gallipoli (Gallipoli) 2. Sangiaccato di Değirmenlik ve Mesentûri (Milo, assente) 3. Sangiaccato di Sığla o Suğla (Ayasuluğ, assente) 4. Sangiaccato di Karli Ili (Acarnania) 5. Sangiaccato di Senturin (Santorino, assente) 6. Sangiaccato di Nasso (Nasso, assente) 7. Sangiaccato di Kavala (Kavala) 8. Sangiaccato di Ağriboz (Negroponte) 9. Sangiaccato di İnebahtı (Lepanto) 10. Sangiaccato di Morea (Nauplia, muhassıllık) 11. Sangiaccato di Mezistre (Mistra, assente) 12. Sangiaccato di Kocaeli (İzmit) |